# Ђелада (Варезе)
Ђелада је насеље у Италији у округу Варезе, региону Ломбардија.
Према процени из 2011. у насељу је живело 36 становника. Насеље се налази на надморској висини од 204 м.